# Santa Leocádia (Chaves)
Santa Leocádia es una freguesia portuguesa ubicada en el municipio de Chaves. Según el censo de 2021, tiene una población de 254 habitantes.
La freguesia incluye siete aldeas: Adães, Carregal, Fornelos, Matosinhos, Santa Leocádia, Santa Ovaia y Vale do Galo.
Situada en la parte más meridional  del municipio de Chaves, limitando ya con el municipio de Valpaços, Santa Leocádia ocupa un territorio de montaña en la sierra de Brunheiro, cuyas principales fuentes de riqueza son la agricultura y los productos forestales (castañas y miel).[cita requerida] Como todas las freguesias rurales del municipio, en especial las de montaña, Santa Leocádia ha sufrido en los últimos decenios un acusado proceso de despoblación. En el censo de 1989 contaba con 826 habitantes.
En su patrimonio histórico-artístico destaca la iglesia matriz románica, cuya construcción se remonta al siglo XII y cuyo interior cuenta con pinturas murales, descubiertas durante las labores de restauración llevadas a cabo en los primeros años del siglo XXI.[cita requerida]